# Yiğitcan
Yiğitcan ist ein türkischer männlicher Vorname türkischer und persischer Herkunft, gebildet aus den Elementen yiğit (dt.: „tapfer“; „Held“) und can (dt.: „die Seele, das Leben“).

## Namensträger
- Yiğitcan Erdoğan (* 1984), türkischer Fußballspieler
- Yiğitcan Gölboyu (* 1992), türkischer Fußballspieler